# Amblyomma neumanni
Amblyomma neumanni är en fästingart som beskrevs av Ribaga 1902. Amblyomma neumanni ingår i släktet Amblyomma och familjen hårda fästingar. Inga underarter finns listade i Catalogue of Life.